# 淡红杜鹃
淡红杜鹃（学名：Rhododendron rhodanthum）为杜鹃花科杜鹃花属下的一个种。

## 扩展阅读
- 維基物種上的相關：淡红杜鹃